# Sarita Skagnes
Sarita Skagnes, född Satwant Kaur 1969 i Punjab i Indien, är en norsk författare.

## Biografi
Skagnes föddes och växte upp som Satwant Kaur i Indien. Som tredje, oönskad flicka i familjen byttes hon som liten bort mot en manlig kusin och växte upp som tjänsteflicka i en annan familj. Hennes föräldrar och syskon flyttade till Norge. Vid faderns återbesök bad hennes farmor honom att ta med sig dottern till Norge. Hon kom dit som 16-åring, men har nu brutit kontakten med sin familj. 
Genom ett arbete träffade hon 19 år gammal den unge norske mannen Alex Skagnes och trots protester och hot från hennes familj gifte de sig något år senare och flyttade till Värmland. Skagnes har under flera år arbetat för välgörenhetsorganisationer med inriktning på att hjälpa flickor i Indien. Hon har med sin man startat en hjälpfond, Fund for Higher Education of Girls in India,  och hon föreläser om unga kvinnors och flickors utsatta situation i världen. Hennes bok Bare en datter har hittills utkommit på norska, svenska, finska och engelska. Alla royalties går direkt till hjälpfonden, enligt Skagnes.
Skagnes var 9 juli 2013 sommarvärd i Sommar i P1 och pratade om kampen för att finna sin identitet och kvinnors rättigheter. I oktober 2014 medverkade hon även i SVT:s program Sommarpratarna.